# Un clair de lune à Maubeuge (chanson)
Pour le film, voir Un clair de lune à Maubeuge.
Un clair de lune à Maubeuge est une chanson composée en 1961 par Pierre Perrin, alors chauffeur de taxi à Paris. Elle connaît un grand succès et est reprise par de nombreux interprètes dont Claude François et Annie Cordy, la version la plus célèbre étant celle enregistrée par Bourvil en 1962.
L'histoire du succès de cette chanson inspire le film homonyme qui sort en 1962, avec Pierre Perrin dans son propre rôle. Jean Dujardin en chante les premières notes dans le premier film de la trilogie OSS 117, OSS 117 : Le Caire, nid d'espions. Dans une scène de Bienvenue chez les Ch'tis, la musique est jouée par la fanfare de Bergues. Dans le tome 35 de la bande dessinée Cédric, on peut voir le grand-père de Cédric écouter la chanson. La chanson reste associée à la ville de Maubeuge, où les références au « clair de lune » dans les noms d'établissements et les produits dérivés sont nombreuses,.
Une version en allemand, Der Mond von Wanne-Eickel, est enrégistrée par Friedel Hensch und die Cyprys en 1962. La même année, Wim Sonneveld chante une version en néerlandais, Een zwoele nacht in Krimpen aan den IJssel.

## Sources
Émission Étoiles de légendes, diffusé sur France 3 le 14 avril 2018, présenté par Karen Cheryl et Henri-Jean Servat